# 로자탄
로자탄(영어: losartan, 상표명: Cozaar) 또는 로사르탄은 고혈압 치료에 주로 사용되는 약물이다. 당뇨병성 신장 질환, 심부전, 좌심실 확장에도 사용된다. 경구로 투여된다. 단독으로 사용되거나 다른 혈압약과 함께 사용될 수 있다. 온전한 효력이 발생하려면 최대 6주가 필요할 수 있다.
일반적인 부작용으로는 근경축, 코막힘, 고칼륨혈증이 포함된다. 심각한 부작용으로는 혈관부종, 저혈압, 신부전이 포함될 수 있다. 임신 중 복용하면 태아에 위험을 초래할 수 있다. 모유 수유 중에는 사용이 권고되지 않는다. 안지오텐신 수용체 차단제 계열의 약물에 속한다. 앤지오텐신 II를 차단함으로써 동작한다.
로자탄은 1986년 특허를 받았으며 1995년 미국에서 의학용으로 승인되었다. 의료제도에 필수적인 가장 효과적이고 안전한 의약품 목록인 WHO 필수 의약품 목록에 등재되어 있다. 제네릭 의약품으로 구매가 가능하다. 개발도상국의 도매가는 2015년 기준으로 1개월 당 대략 US$0.28–3.45이다. 2017년의 일반 도스(dose) 기준 미국 내 도매가는 1개월 당 $1.13이다. 2016년, 4900만 건 이상의 처방과 더불어 미국에서 9번째로 많이 처방을 받은 약물이었다. 히드로클로로티아지드와 결합된 버전의 구매가 가능하다.